# Bermés
Santa María de Bermés, o simplemente Bermés es una parroquia gallega del municipio pontevedrés de Lalín, en España. Según el padrón municipal de habitantes de 2011 contaba con 227 habitantes (113 varones y 114 mujeres) distribuidos en 10 entidades de población.

## Fiestas
El 14 de agosto celebra la Fiesta del Jamón, en la que desde 1999 se puede degustar este producto junto con vino.
El 15 y el 16 de agosto celebra sus fiestas patronales, en honor a la Virgen María y a San Roque, respectivamente y coincidiendo con el santoral católico.
Antiguamente se celebraba también la fiesta del Clamor, de la que destaca que su última celebración tuvo lugar en agosto de 1990. Esta fiesta consistía en una peregrinación de las vírgenes de Bermés y la vecina parroquia de Vilariño. Es decir, grandes procesiones (20 kilómetros) con las que se rogaba que parara de llover (se llevaba la virgen de Bermés a Vilariño) o que por fin lloviera tras una gran sequía (la virgen de Vilariño iba a Bermés), como sucedió en 1990. Durante las procesiones salían al encuentro de las vírgenes vecinos de las parroquias por las que pasaban y, además, muchos santos y santas patrones de dichos lugares (entre otros, Cadrón, Cangas, Erbo y Palmou). Normalmente, tras la virgen y junto a la Cruz de Guía y el Pendón iban dos sacerdotes entonando cánticos y plegarias, a veces acompañados de una banda. A su llegada a la otra parroquia se celebraba una gran misa en el exterior. Tras esto la virgen permanecería cinco semanas en la otra iglesia, donde se celebrarían misas todos los domingos en las que los fieles repetirían sus peticiones de lluvia. Aunque pueda parecer una simple celebración religiosa, algunos estudiosos le dan toques históricos. Por ejemplo, el traslado de la virgen de Bermés (en el oeste) a Vilariño (en el este) encaja con la idea de que las brisas que llegan desde el Atlántico traen las precipitaciones invernales.

## Lugares
| Bermés | Bermés do Fondo | Camiño Real | Campo | Lamela | Oís Grande | Oís Pequeno | Orxás | Regado | Riádigos | Vento |

Los nombres oficiales de Campo, Regado y Vento son Campo de Bermés, O Regado, y O Vento respectivamente.